# Swedish Open 1985
Die Swedish Open 1985 im Badminton fanden vom 14. bis 17. März 1985 in Malmö statt.

## Finalergebnisse
| Disziplin    | Sieger                          | Finalist                         | Ergebnis            |
| ------------ | ------------------------------- | -------------------------------- | ------------------- |
| Herreneinzel | Han Jian                        | Zhao Jianhua                     | 18:14, 1:15, 18:15  |
| Dameneinzel  | Han Aiping                      | Li Lingwei                       | 11:8, 8:11, 12:10   |
| Herrendoppel | Li Yongbo Ding Qiqing           | Thomas Kihlström Stefan Karlsson | 15:12, 14:18, 18:15 |
| Damendoppel  | Li Lingwei Han Aiping           | Guan Weizhen Wu Jianqiu          | 15:12, 15:6         |
| Mixed        | Stefan Karlsson Maria Bengtsson | Lee Deuk-choon Chung Myung-hee   | 15:5, 11:15, 15:7   |